# Panoráma szálló (Budapest)
A Panoráma Szálló egyike Budapest legismertebb, legnagyobb múltú szállodáinak. 
A Széchenyi-hegyen, a tenger szintje felett 455 m magasságban található, a fogaskerekű vasút felső végállomása közelében. 

## Címe
Budapest, XII. Rege út 21.

## Története

### A kezdetek
A szálloda elődje  1938-ban épült fel a budapesti Svábhegyen, az alpesi vadászkastélyok stílusában. Tervezője Lauber Dezső, a Budapesti Golf Club titkára volt, társtervezője pedig Bereczky László műépítész. A környéken 1937 és 1941 között több mint tíz szálloda épült fel. A Golf Szálló építtetője a Beszkárt volt. A cég elsődleges célja a beruházással az volt, hogy kamatoztassa alkalmazottainak részvényeit, továbbá az, hogy a fogaskerekű forgalmát megnöveljék. (A szálló a fogaskerekű felső végállomása mellett létesült.)
A kétemeletes, 23 szobás szálloda 1939 áprilisában nyílt meg; Szendy Károly polgármester avatta fel. Az épületben a kényelmes lakosztályok mellett étterem, kertvendéglő, és egy körpanorámával rendelkező kilátó is volt. Ebédlője, amelyben Molnár C. Pál festőművész  Mátyás király vadászatait ábrázoló falfestményei voltak láthatók, Mátyás korabeli hangulatot idézett.
A szálló hamarosan annyira népszerű lett, hogy már 1941-ben további 18 szobával bővítették. Nevét ekkor változtatták Golf Szállóra, utalásként a közelben fekvő golfpályára.  .

### A Vörös Csillag szálló korszaka
A szálloda neve az 1949-es államosítást követően Vörös Csillag lett. Miközben változatlanul kedvelt szálloda volt a külföldiek körében, magyar szállóvendégek alig juthattak be.  A golfpálya az 1950-es években bezárt, majd az 1960-as évek vége táján néhány évnyi működés után ismét megszűnt a játék. 
A szálló homlokzatán levő vörös csillagot 1956-ban eltávolították az épületről, majd a forradalmat követően az eredetinél nagyobb méretű neon csillagot helyeztek a szálló homlokzatára.  1982-ben a szálló parkjában bungaló stílusú új faházakat létesítettek, továbbá feszített víztükrű, minden évszakban használható medencét is kialakítottak.

### 1990 óta
1989-ben a szálló a Panoráma nevet kapta és a HungarHotels Rt. üzemeltette. A többségi tulajdonos, a Panoráma Szálloda Rt. 1998 végén megkezdte az alacsony kihasználtsággal működő szálló felújítását.  Ezt követően az épületet 2000-ben eladták. 2000-től kezdve egy ideig  a Libériai Köztársaság Konzuli Képviselete működött az épületben.
Az épület később magánkézbe került.